# Conus milesi
Espèce
Statut de conservation UICN

 DD  : Données insuffisantes
Conus milesi est une espèce de mollusques gastéropodes marins de la famille des Conidae.
Comme toutes les espèces du genre Conus, ces escargots sont prédateurs et venimeux. Ils sont capables de « piquer » les humains et doivent donc être manipulés avec précaution, voire pas du tout.

## Description
La taille de la coquille varie entre 17 mm et 27 mm. La coquille a une forme fusiforme étroite avec des taches brunes irrégulières longitudinalement et des rainures transversales ponctuées. La spire allongée, blanche et coronée est tachetée de brun. Le verticille contient environ 30 rainures finement ponctuées ou piquées. L'ouverture est très étroite. La lèvre externe est arquée avec sa partie supérieure légèrement sinuée. 

## Distribution
Cette espèce marine est présente dans le golfe d'Oman et le golfe Persique.

### Niveau de risque d’extinction de l’espèce
Selon l'analyse de l'UICN réalisée en 2011 pour la définition du niveau de risque d'extinction, cette espèce est présente le long de la côte iranienne du golfe Persique et dans l'ensemble du golfe d'Oman. Un spécimen a également été signalé aux Maldives. Les données disponibles sur cette espèce sont rares pour déterminer son abondance, car elle n'est connue que par l'holotype et quelques spécimens échoués dans les années 1970. Elle est donc inscrite dans la catégorie Données insuffisantes jusqu'à ce que d'autres informations soient disponibles.

## Taxonomie

### Publication originale
L'espèce Conus milesi a été décrite pour la première fois en 1887 par le zoologiste et illustrateur britannique Edgar Albert Smith dans « Journal of Conchology »,.

### Synonymes
- Bathyconus milesi (E. A. Smith, 1887) · non accepté
- Conus (Turriconus) milesi E. A. Smith, 1887 · appellation alternative
- Turriconus (Turriconus) milesi (E. A. Smith, 1887) · non accepté
- Turriconus milesi (E. A. Smith, 1887) · non accepté